# Antoine Morard
Antoine Morard (* 17. Juli 1869 in Le Bry; † 29. August 1941 in Bulle) war ein Schweizer Politiker und Agrarfunktionär.

## Biografie
Er besuchte die Grundschule in Pont-en-Ogoz, die Sekundar- und Handelsschulen in Thonon und Schwyz. Anschliessend begann er eine Lehre in einer grossen Gerberei in England, die er wegen eines Brandes auf dem Familiengut und der Erkrankung des Vaters aufgab. Dann übernahm er der landwirtschaftliche Betrieb und die Gerberei der Familie.
Von 1901 bis 1921 war er Abgeordneter des Grossen Rates des Kantons Freiburg. Von 1908 bis 1919 war er Mitglied der Verwaltungskommission der Marsens-Anstalten (Irrenhaus), mit Anstalten Marsens und Humilimont und von 1919 bis 1939 dessen Verwalter. Er war Vorstandsmitglied der Freiburger Staatsbank.
Ab 1909 war er Präsident des Syndicat chevalin de la Gruyère. Ausserdem war er Vorstandsmitglied der Fédération des Sociétés d'agriculture de la Suisse romande und der Union des syndicats agricoles romands.
Im Jahr 1920 wurde er Mitglied des Grossen Komitees des Schweizerischen Bauernverbandes (SBV). Von 1927 bis 1937 war er erster Präsident der Cremo S.A.
Von 1927 bis 1941 war er Präsident der Fédération des Sociétés Fribourgeoises d'Agriculture (deutsch: Verband Freiburger Landwirtschaftlicher Gesellschaften) (ab 1929 UPF). Zudem war er Gründungsmitglied und mindestens von 1931 bis 1933 Präsident der Société d'agriculture de la Basse-Gruyère (später Syndicat agricole du district de la Gruyère), Gründer und von 1938 bis 1941 Präsident der Fédération des syndicats agricoles du canton de Fribourg (FSA) (deutsch: Verband der landwirtschaftlichen Gewerkschaften des Kantons Freiburg).
Ausserdem war er Präsident der Action de secours en faveur des paysans obérés (deutsch: Hilfsaktion für verschuldete Bauern), der Fédération des syndicats d'élevage du porc (deutsch: Verband der Schweinezuchtverbände) und der Fédération des syndicats d'élevage du cheval (deutsch: Verband der Pferdezuchtverbände).
Zudem war er Geschäftsführer der Ligue pour la conservation de la terre fribourgeoise (deutsch: Freiburger Landesschutzbund) und Initiator der Fondation de la Fédération laitière Zone de la montagne sowie Gründer der Société pour l'amélioration de la fabrication du fromage de Gruyère (deutsch: Gesellschaft zur Verbesserung der Gruyère-Käseproduktion) und des Unternehmens „Fromage-Gruyère“.
Darüber hinaus war er Vorstandsmitglied und Vizepräsident des Zentralverbands schweizerischer Milchproduzenten (ZVSM). Im Zentralverband des Käsehandels war er Vorstandsmitglied und Vertreter der Freiburger Milchproduzenten.
Er war verheiratet und Vater des Louis Morard (1904–1995).

## Quelle
- Antoine Morard. In: Archiv für Agrargeschichte. Abgerufen am 19. Mai 2025.